# Oxymétazoline
L'oxymétazoline est un composé organique ayant des propriétés de décongestionnant local, utilisé en sous forme de chlorhydrate d'oxymétazoline dans les médicaments. Il fut développé à partir de la xylométazoline en 1961. Il est couramment utilisé comme spray nasal, comme dans le pernazène dont il est le principe actif (concentré à 0,05%).
C'est un agoniste des récepteurs adrénergiques alpha-1 (en).